# Cylichna eburnea
Cylichna eburnea is een slakkensoort uit de familie van de Cylichnidae. De wetenschappelijke naam van de soort is voor het eerst geldig gepubliceerd in 1885 door A. E. Verrill.